# Bardiya (Distrikt)
Der Distrikt Bardiya (Nepali तनहू जिल्ला) ist einer von 77 Distrikten in Nepal. Er liegt in der Provinz Lumbini an der Grenze zu Indien.
Der größte Teil Bardiyas wird von der Terai-Ebene eingenommen. Der Bardiya-Nationalpark nimmt mit 968 km² die nördliche Hälfte des Distriktes ein. Die Bevölkerung ist mehrheitlich Tharu.

## Einwohner
Der Distrikt im Jahr 2001 382.649 Einwohner; 2011 waren es 426.576.

## Geschichte
Bardiya war ein Teil des Königreiches Gorkha als es im Vertrag von Sugauli 1815 an Großbritannien (Indien) abgetreten werden musste. Unter der Regierung von Jang Bahadur Rana wurde es 1860 mit Banke, Kailali und Kanchanpur an Nepal zurückgegeben.

## Verwaltungsgliederung
Städte im Distrikt Bardiya:
- Babai
- Bansagadhi
- Gulariya
- Rajapur
- Sanoshri-Taratal

Village Development Committees (VDCs) im Distrikt Bardiya:
- Baniyabhar
- Dhadhawar
- Dhodhari
- Gola
- Jamuni
- Kalika
- Khairapur
- Khairi Chandanpur
- Magaragadi
- Mahamadpur
- Manau
- Manpur Mainapokhar
- Mathurahardwar
- Padanaha
- Pasupatinagar
- Patabhar
- Sivapur
- Sorhawa
- Suryapatawa
- Thakudwara